# Napaeus atlanticus
Napaeus atlanticus is een slakkensoort uit de familie van de Enidae. De wetenschappelijke naam van de soort is voor het eerst geldig gepubliceerd in 1853 door L. Pfeiffer.